# Alfa-L-fucosidase

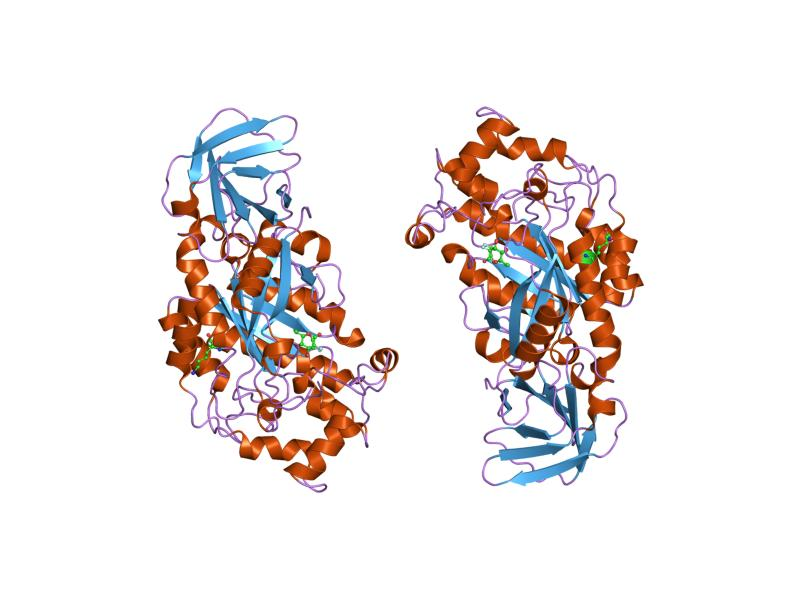
Marcação de alfa fucosidase em células HeLa.

α-L-fucosidases são glicosidases capazes de realizar a clivagem de glicoconjugados contendo ligações α-L fucose. Essa enzima já foi purificada em vários organismos, como bactérias, fungos, protozoários, além de em vários tecidos de mamíferos. O estudo dessas enzimas é uma importante ferramenta para elucidação da estrutura de carboidratos complexos e a função da α-L-fucose nos vários compartimentos celulares. Essas enzimas estão envolvidas em uma variedade de processos biológicos; sua deficiência causa uma desordem que leva ao acúmulo de Fucose, denominada fucosidose, sendo esta uma doença letal.

## Informações
E.C.: 3.2.1.51
pH: Atividade máxima entre pH 4,0 e pH 6,5.
Sinônimos: FUCA1, AFU, ALF, hFUC.
Produto: alpha-L-fucose + álcool.

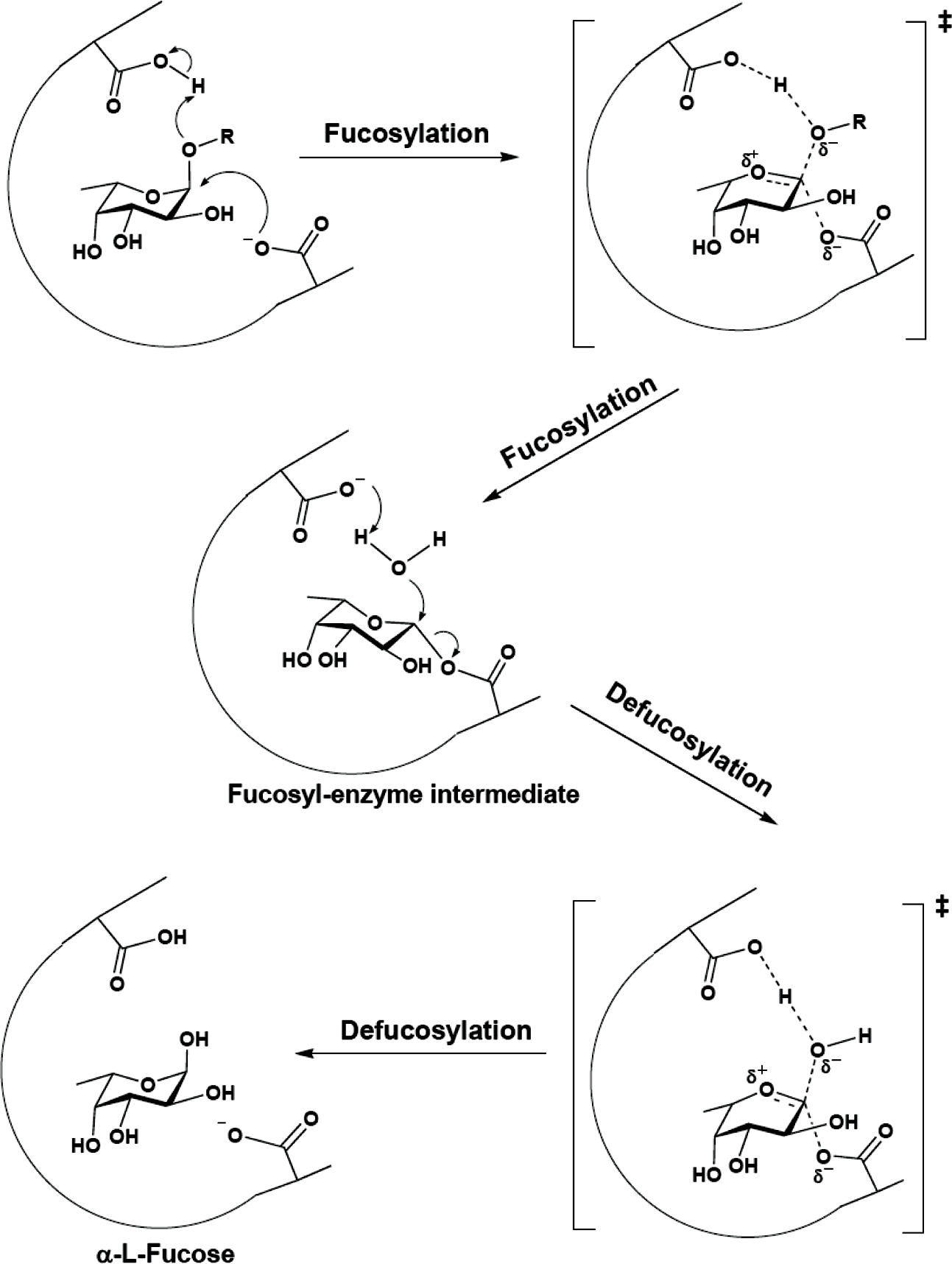
Mecanismo de catálise proposto para α-fucosidase

Estabilidade: A adição de 0,015% de Triton X-100 retém cerca de 100% da atividade enzimática por cerca de 3 meses quando mantida sob congelamento e por cerca de 2 semanas se mantida a 4°C.
Família Gênica: Pertence a família 29 de Glicosídeo hidrolases (GH29).
Estrutura: Proteína multimérica contendo subunidades com cerca de 50-60 kDa. Diferenças estruturais são encontradas em função de sua localização tecidual. Isso pode ser atribuído a variações no conteúdo de ácido siálico presentes nos tecidos, bem como mutações nos alelos gênicos.
Isoformas: Cerca de 5 isoformas foram descritas até o momento.
Substratos e Parâmetros Cinéticos: São descritos valores de Km de 0,07 mM para 4-Metilumbeliferil α-L-fucopyranoside e Km de 0,18 mM para 4- Nitrophenyl-alpha-L-fucopiranoside.
Inibidores: Inibição de α-fucosidase humana pode ser efetuada através de N-benzyl aminocyclopentitols, obtendo Ki de 0,3 mm. Enquanto a inibição da enzima em Bos taurus pode ser efetuada empregando Deoxyfuconojirimycin Ki = 0,24 μM, apresentando mecanismo de inibição competitiva, bem como pelo emprego de D-1-Deoxyrhamnojirimycin, apresentando Ki = 11 μM e mecanismo de inibição competitiva.
Organismos: Encontrada em diversos organismos como plantas, fungos, bactérias e mamíferos. Diferenças na hidrólise de substratos artificiais são encontradas para espécies distintas. Em mamíferos e alguns organismos marinhos é possível observar hidrólise de substratos variados, como p-nitrophenyl, α-L-fucopyranoside e methyl α-L-fucopyranoside. Entretanto em alguns microorganismos encontramos capacidade de hidrólise apenas para ligação fucosídica de substratos naturais.

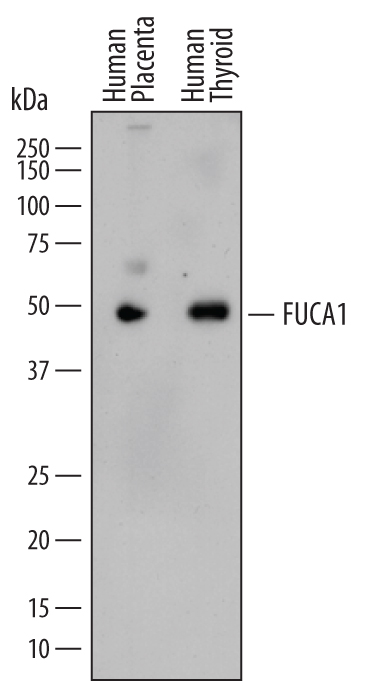
Detecção de alfa fucosidase humana em Western Blot

Função: Participa do metabolismo de fucose e de compostos contendo fucose, como oligossacarídeos, glicolipídios e glicoproteínas. Possui participação na resposta imune, transdução de sinal, embriogênese, apoptose, adesão de patógenos, extravasamento de leucócitos e em processos patológicos, como câncer e aterosclerose.
Importância Fisiológica: A redução ou mutações nesta enzima em humanos leva ao desenvolvimento de fucosidose, patologia caracterizada pelo acúmulo de fucoglicoconjugados em vísceras e cérebro, resultando em retardo motor e mental, sendo, geralmente, fatal.
Utilização: Emprego da enzima como biomarcador para detecção de hepatocarcinoma de fase aguda, e recorrência de câncer colorretal.
Purificação da enzima: Após obtenção do tecido/amostra de interesse, são incubados a 37ºC para desprendimento da proteína. Posteriormente é efetuada precipitação com saturação de sulfato de amônio (35 – 50%), seguida decentrifugação a 35000 rpm e posteriormente submetida novamente a etapa de precipitação. O sobrenadante obtido nas etapas de precipitação é submetido a ultrafiltração de maneira a reduzir o volume de amostra, seguida por novas etapas de precipitação e, por fim, levada a coluna de troca iônica constituída de CM-celulose. A validação do material purificado é obtida através de verificação de atividade específica, bem como pela realização de Western Blotting empregando anticorpo policlonal antiAFU. A estabilidade da enzima é observada em pH 5,0, podendo ser congelada por, pelo menos, dois meses.